# Nicolás Maturana
Nicolás Alexander Maturana Caneo (Lampa, Chile, 8 de julio de 1993) es un futbolista profesional chileno que se desempeña como volante o extremo por ambas bandas y actualmente milita en Deportes Melipilla de la Segunda División de Chile.

## Trayectoria

### Universidad de Chile (2011-2016)
Debutó profesionalmente en Primera División en un partido válido por la jornada 13 del Torneo Apertura 2011 entre la Universidad de Chile y Palestino el día 23 de abril con solo 17 años, en el que jugó los primeros 54 minutos antes de ser reemplazado por Diego Rivarola. El 10 de julio, hizo su primer gol como profesional con la U contra Magallanes en un partido válido por la Tercera fase de la Copa Chile 2011.
Para el Torneo de Clausura 2011 jugaría tres partidos ingresando en todos en el minuto 82' curiosamente contra Deportes La Serena, Ñublense y Unión La Calera todos estos partidos válidos por la Fase regular del torneo, en la fase final no sería alternativa en ningún partido pero aun así su club se coronaría bicampeón del fútbol chileno tras vencer a Cobreloa por un contundente 3 a 0 global. Ese 2011 no podría haber sido más glorioso para la "U" ya que se coronaron campeones de la Copa Sudamericana 2011 tras vencer a Liga de Quito en la final, a pesar de no jugar ningún partido Maturana formó parte del plantel campeón ya que fue alternativa en la goleada por 4 a 0 contra Flamengo ni más ni menos que en el Estadio Olímpico Nilton Santos de Río de Janeiro válido por los Octavos de final.

### Cesiones
Rangers (2012)
Durante el mercado de verano del 2012 Rangers de Talca consiguió que el jugador llegara en calidad de préstamo para enfrentar el Torneo de Apertura 2012. Con la camiseta talquina debutó el 5 de febrero del mismo año en el empate 0-0 contra Unión San Felipe tras reemplazar en el minuto setenta y ocho a José Luis Silva. A pesar de que durante los primeros meses logró algunos minutos en el primer equipo, en mayo empezó a jugar en el equipo filial de Segunda División Profesional, el Rangers «B». En éste jugó tres partidos y no convirtió. Finalmente, y luego de que acabara el torneo, rescindió contrato tras disputar diez cotejos y no anotar goles.
Barnechea (2012)
Durante la segunda parte del año jugó cedido en Barnechea, club con el que debutó el 20 de agosto en la victoria por 2-4 sobre Deportes Concepción tras reemplazar en el minuto ochenta y dos a Carlos Espinoza. A pesar de que durante los primeros cuatro partidos sólo jugó en los últimos minutos, en Copa Chile disputó cuatro cotejos e incluso anotó en el empate 3-3 contra Unión San Felipe. Además, en la goleada 4-0 contra Santiago Morning en el campeonato, Mario Salas le permitió jugar desde el primer minuto. Luego de eso, Maturana se consolidó en la titularidad y anotó su primer gol en la victoria por la mínima ante Curicó Unido. En la última fecha del Clausura convirtió un gol en el empate 3-3 contra Ñublense, que permitió que Barnechea jugara el Partido de Ascenso contra el mismo rival. En el partido de vuelta, anotó un doblete que permitió que su club lograra empatar 2-2. A pesar de esto, Ñublense ascendió tras ganar en los penales. Finalmente, Barnechea jugó la liguilla de promoción sin la participación del jugador y acabó eliminado tras caer en el global ante Cobresal. Con todo esto, Maturana acabó la segunda parte del año con cinco goles en quince partidos.

### Segundo período en la U

#### Primer semestre
Tras terminar su préstamo en Barnechea se especuló con un posible préstamo a Palestino, sin embargo, se quedó en el plantel de la U. Su reestreno con la camiseta azul fue el 12 de febrero de 2013 por la Copa Libertadores de ese año tras ingresar a los ochenta y tres minutos por Guillermo Marino contra Deportivo Lara de Venezuela por la primera fecha del Grupo 7. El 16 de marzo del mismo año marcó sus primeros dos goles tras su retorno, esto en la victoria por 3-2 contra Unión La Calera por la octava jornada del Transición 2013.
A pesar de esto, tras el encuentro en que la "U" cayó por 1-0 frente a Olimpia, en el que jugó de titular por la quinta fecha del grupo 7 y el conjunto chileno quedaría eliminado del máximo torneo continental, Aunque, el 8 de mayo del mismo año, ganó su cuarto título con el equipo, la Copa Chile 2012-13 tras vencer a la Universidad Católica por 2 a 1 con agónico gol de Juan Ignacio Duma al minuto 90+1' en el Estadio Germán Becker.
En su regreso a la "U" tendría un regreso de ensueño, siendo casi siempre uno de los primeros cambios para Dario Franco con solo 20 años, jugando 11 de 17 por el Torneo de Transición, marcando 2 goles y estando 485' minutos en cancha, jugaría 5 encuentro por la Copa Libertadores de América siendo titular en uno y entrando desde el banco en los otros cuatro, además de jugar un encuentro por la Copa Chile.

#### Segundo semestre
Tras la salida del argentino Darío Franco y la llegada de Marco Antonio Figueroa a la Universidad de Chile Maturana perdería el protagonismo obtenido durante el primer semestre de 2013 jugando solo dos partidos en el Torneo de Apertura 2013 ingresando en ambos desde el banco en los duelos contra Palestino y Everton estando apenas 53 minutos en el campo de juego.

### Deportes Iquique (2014)
Tras tener escasas oportunidades en la "U" se fue cedido a Deportes Iquique por seis meses en busca de continuidad. Debutaría cuatro días después de ser presentando, el 3 de enero de 2014 en el duelo contra O'Higgins por la primera fecha del Torneo de Clausura 2014 ingresando al minuto 62' por César Pinares finalmente los "dragones celestes" caerían por la cuenta mínima.
Durante su paso por Iquique volvería a recuperar la titularidad que tuvo en Barnechea jugando 15 de 17 partidos por el Clausura 2014 en dicho torneo el conjunto de Jaime Vera terminaría en el séptimo lugar de la tabla logrando 25 puntos, aunque su gran logró en el conjunto de la primera región fue ser campeón de la Copa Chile 2013-14 tras vencer 3-1 a Huachipato en la final que se disputó en el Estadio Monumental donde Maturana no jugó.

### Segundo paso por Barnechea (2014)
Para el segundo semestre de 2014 partiría nuevamente cedido esta vez al recién ascendido Barnechea El 3 de agosto marcó su primer gol en el conjunto huaicochero en la derrota 3 por 1 frente a Audax Italiano marcando el descuento al minuto 89' por la tercera jornada del Apertura 2014, aunque el triunfo de Audax pasaría a segundo plano después de que Maturana celebrará su gol pidiéndole perdón a su polola debido sus últimos "cagazos" post partido dijo: "Me mandé algunas embarradas". Volvería a anotar por la novena jornada en la derrota 1-2 con O'Higgins.
Volvería a marcar por segunda jornada consecutiva el 5 de octubre en el triunfo por 2-1 frente a Cobreloa marcando un doblete y saliendo al 73' por Mikel Arguinarena. Tras la fecha 11 el jugador quedaría "cortado" debido a un acto de indisciplina a pesar de buen momento y no volvería a jugar por Barnechea. En su paso por el conjunto "huaicochero" jugaría 9 partidos anotando 4 goles jugando 689 minutos.

### Alcoyano (2015)
En enero de 2015 partió cedido al Elche de España con la ilusión de jugar en la primera división española, pero tras un mes entrenando no sería inscrito en el primer equipo debido a que el club tenía prohibido fichar jugadores, por lo que partiría cedido al Alcoyano (Filial del Elche) a la Segunda División B de España (Tercera división del fútbol español).
Debutó casi dos meses después el 15 de marzo en la igualdad cero a cero contra Badalona, ingresando al minuto 62' por Israel Jerez. Tendría un fugaz paso por el fútbol español jugando apenas 5 partidos, uno solo de titular (169 minutos) y obviamente no logrando convencer a los dueños del Elche.

### Palestino (2015-2016)
Tras su mal paso por el fútbol español, el extremo regresó al país y fichó por Palestino siendo cedido por un año desde la Universidad de Chile a expresa petición del técnico Pablo Guede. Debutó por el "tino tino" el 8 de julio de 2015 por la primera fecha del Grupo 5 de la Copa Chile en la caída por 3-1 frente a Santiago Morning ingresando al minuto 63' por César Valenzuela y no haría un gran partido recibiendo amarilla al 78'.
Marcó su primer gol con los árabes el 26 de septiembre en la victoria por 2-0 sobre Deportes Iquique marcando el segundo tanto en un encuentro válido por la séptima jornada del Torneo de Apertura 2015, luego volvería a marcar en la siguiente jornada marcando el único gol del encuentro en la victoria sobre O'Higgins, este buen resultado le permitiría al equipo de Guede quedar como escolta del líder Colo-Colo. Finalmente el conjunto árabe terminaría en la cuarta posición logrando 28 puntos en 15 jornadas realizando un campañon logrando 8 triunfos y clasificándose para la Liguilla Pre-Sudamericana para luchar por un cupo a la Copa Sudamericana 2016. En este "minicampeonato" de cuatro equipos quedarían emparejados con la Universidad de Concepción en una llave ida y vuelta, ganarían ambos partidos clasificándose al duelo final por un global de 3 a 1. Ahí se enfrentarían a la Universidad Católica, la ida se jugó el 17 de diciembre en el Estadio Santa Laura y los árabes ganaron por 2-1, la vuelta se jugó tres días después en San Carlos de Apoquindo y los cruzados golearían por 4-1 clasificándose con autoridad a la Sudamericana.
Volvió a recuperar la titular que perdió desde su paso en Deportes Iquique jugando los 19 partidos del conjunto árabe (15 por la fase regular y 4 por liguilla) marcando 2 goles, siendo junto con César Cortés y Felipe Campos los únicos que jugaron todos los encuentros y fueron titulares. Marcó su primer gol en el Torneo de Clausura 2016 el 1 de febrero en la goleada por 3 a 0 sobre Universidad de Concepción ingresando desde el banco por la tercera jornada, dos fechas después volvió a marcar en el triunfo 2-1 sobre Universidad de Chile, marcó su último gol en el torneo en la igualdad 1-1 contra Unión La Calera por la undécima jornada. Finalmente el equipo adiestrado ahora por Nicolás Córdova lograría una campaña mejor que la anterior logrando el cuarto lugar con 25 unidades solo cuatro menos que el campeón Católica y clasificándose ahora si a la Sudamericana por terminar tercero en la tabla acumulada luego del triunfo sobre San Marcos. En la parte individual Maturana volvió a jugar todos los partidos del torneo marcando 3 goles.

### Tercer período en la U
Tras su buen pasó por Palestino regresó a la U por tercera vez luego de dos años y medio de cesiones y altibajos. Jugaría alternando suplencia y titularidad los primeros 8 partidos, re-debutanto con los azules en la dura caída por la cuenta mínima contra Santiago Wanderers en Valparaíso juntado todo el partido. El 27 de agosto jugaría su primer Clásico universitario contra la Universidad Católica naturalmente en un encuentro válido por la quinta fecha del Torneo de Apertura 2016 donde la "U" de Beccacece jugaría un paupérrimo encuentro cayendo de manera categórica por 3-0 tras venir en alza, Maturana no tendría un bajo partido ya que al minuto 33' tuvo un notable remate que casi se cuela en el arco de Toselli tras notable jugada individual de la "Gata" Fernández cuando los "azules" caían por 0-2 en ese momento, saldría al minuto 60' por Mario Briceño.
El 15 de septiembre se jugó la Supercopa de Chile contra la Universidad Católica en el Estadio Alcaldesa Ester Roa donde los azules caerían por 2-1, Nicolás Castillo y José Pedro Fuenzalida anotaron para la Católica mientras que Gastón Fernández descontó para la "U", Maturana ingresaría al minuto 66' por Yerko Leiva. Tras la salida de Beccacece perdería absolutamente la titularidad con Víctor Hugo Castañeda, En la era Castañeda solo sería titular en la victoria sobre Palestino por 1 a 0 por la jornada 7, en la siguiente jornada debutaría en los Superclásicos del fútbol chileno contra Colo-Colo cayendo por 2-0 en el Monumental, Maturana ingresaría desde el banco al minuto 60' por un opacó Gastón Fernández. Tras esto solo vería acción ingresando desde el banco en los duelos contra Unión Española y Huachipato.
Su semestre en los "azules" sería de más a menos jugó 10 partidos por el Apertura 2016 jugando 7 de titular y dando 2 asistencias además estando 587 minutos en cancha, además de ver acción en la Supercopa de Chile 2016 contra la Universidad Católica, en simples palabras no podría repetir sus buenas actuaciones que tuvo en Palestino.

### Necaxa (2017)
Tras su irregular semestre, se desvinculó de la U y fichó por el Necaxa, siendo este su segundo equipo fuera de Chile y primero en México. Su estreno en el conjunto mexicano fue el 15 de enero de 2017 por la segunda jornada del Torneo de Clausura 2017 en la caída por la cuenta mínima contra León en el Estadio Victoria de Aguascalientes ingresando al minuto 70 de partido por el ecuatoriano Maxi Barreiro. Marcó su primer gol con los Rayos el 21 de febrero en un encuentro válido por la Copa México Clausura 2017 contra Potros UAEM marcando el 2-0 momentáneo. Volvió a ser protagonista en otro partido el 5 de marzo en la igualdad 1 a 1 contra Atlas, pero esta vez por la jornada 9 del torneo mexicano tras hacer una jugada "maradoniana" que consiste en avanzar con el balón dominado y dejar a los rivales en el camino, eso hizo el chileno dejando a cuatro rivales por el sector derecho y cedersela a Claudio Riaño para que marque el 1-1 final al minuto 70.
El 20 de abril marcaría su primer gol en la Liga MX marcando sobre los minutos finales el 2-1 final sobre Monarcas Morelia con un tremendo zurdazo desde fuera del área, además ese gol le valió al Necaxa mantenerse en la máxima categoría del fútbol de México un año más que estaba luchando el descenso. Finalmente los "Rayados" terminarían el 12° lugar de 18 logrando 21 puntos en 17 jornadas, no logrando clasificarse para los play-offs pero si evitando el descenso, su estadía en el Necaxa no sería de lo mejor para Maturana ya que solo jugó 10 partidos de 17 por la Liga MX Clausura 2017 jugando solo 1 de titular e ingresando en los otros 9 desde el banco sumando apenas 204 minutos en el campo de juego marcando 1 gol y dando 1 asistencia, mientras que por la Copa México jugó 4 partidos e hizo 1 totalizando un total de 14 encuentros y 2 goles marcados en su paso por la escuadra mexicana.
Tras el fin del Clausura mexicano es declarado transferible y por ende se desvincula del Necaxa.

### Colo Colo (2017-2020)
Tras quedar como agente libre el 16 de junio de 2017 ficha por Club Social y Deportivo Colo-Colo firmando un contrato hasta diciembre de 2020, siendo pedido a expresa petición de Pablo Guede. Su debut en el cuadro "albo" fue el 7 de julio contra Deportes La Serena por la Primera Fase de la Copa Chile 2017 siendo titular en la dura derrota por 1-4 en el Estadio La Portada, teniendo un discreto debut generando solo un centro de peligro a Rivero al minuto 54, salió al 70' por Óscar Opazo. La revancha se jugó un mes después el 2 de agosto en el Estadio Monumental y el equipo de Guede golearía por 4 a 0 clasificándose de manera heroica a octavos, ingreso en el entretiempo por Luis Pedro Figueroa. Marcó su primer gol con los albos el 31 de agosto anotando el 2-0 sobre Deportes Iberia tras una falla defensiva al minuto 58', salió del campo de juego al minuto 87 por Luis Marcelo Salas.
No tendría un buen semestre solo jugando 7 partidos por el Torneo de Transición 2017 jugando 3 de titular, estando apenas 251 minutos en el campo de juego, mientras que por la Copa Chile 2017 jugó 4 partidos y marcó 1 gol, no vería acción por la Supercopa de Chile 2017. Aun así se coronaría campeón del Transición 2017 y la Supercopa de Chile.

### Universidad de Concepción (2019)
Tras no lograr regularidad en el cuadro albo, se anuncia su cesión a Universidad de Concepción por la temporada 2019 del fútbol chileno.

### Cobreloa (2020-Act)
Tras regresar de su cesión a Universidad de Concepción, Maturana no fue considerado por Colo-Colo durante la temporada 2020, por lo que en octubre del mismo año rescinde su contrato, siendo fichado como nuevo jugador de Cobreloa de la Primera B de Chile.

## Selección nacional

### Selección Sub-20
El 3 de enero de 2013, Mario Salas, entrenador de la selección chilena sub-20, definió la lista final con los 22 jugadores que disputarían el Sudamericano Sub-20 de ese año, entre los que estaba Maturana. A pesar de que en los dos primeros partidos del Grupo A sólo ingreso en la segunda parte y que en el tercero no jugó, con Chile ya clasificado al Hexagonal Final, tuvo la oportunidad de entrar de titular contra Paraguay. En este encuentro marcó el 2-1 en lo que fue su único tanto en el campeonato. En la fase final estuvo en dos cotejos desde el primer minuto (contra Perú y Colombia) y en los demás o no entró o salió al campo en el segundo tiempo. Finalmente, Chile logró clasificar al Mundial de Turquía tras terminar el hexagonal cuarto con siete puntos. Maturana jugó en total siete partidos y anotó un gol.
El 2 de junio del mismo año, Mario Salas confirmó a los 21 jugadores que integrarían el combinado chileno que viajó a Turquía para disputar la Copa del Mundo Sub-20 durante los días 21 de junio y 13 de julio, entre los que estaba Maturana.

#### Participaciones en Sudamericanos
| Torneo                      | Sede      | Resultado    | Partidos | Goles |
| --------------------------- | --------- | ------------ | -------- | ----- |
| Sudamericano Sub-20 de 2013 | Argentina | Cuarto lugar | 7        | 1     |

#### Participaciones en Copas del Mundo
| Mundial                     | Sede    | Resultado        | PJ | Goles |
| --------------------------- | ------- | ---------------- | -- | ----- |
| Copa Mundial Sub-20 de 2013 | Turquía | Cuartos de final | 5  | 0     |

### Selección adulta
Recibió su primera nominación a la selección adulta en agosto de 2016, bajo la dirección técnica de Juan Antonio Pizzi, de cara a disputar los partidos válidos por las Clasificatorias Rusia 2018 contra las selecciones de Paraguay y Bolivia, los días 1 y 6 de septiembre, respectivamente. En Asunción, frente al combinado guaraní, quedó fuera de la citación final. Contra los altiplánicos, por su parte, vio desde el banco de suplentes todo el compromiso.

#### Participaciones en Clasificatorias a Copas del Mundo
| Eliminatorias            | País  | Resultado | Posición | Partidos | Goles | Convocado |
| ------------------------ | ----- | --------- | -------- | -------- | ----- | --------- |
| Eliminatorias Rusia 2018 | Rusia | Eliminado | 6.º      | 0        | 0     | 1         |

## Estadísticas
Actualizado al último partido disputado el 13 de octubre de 2019.
| Universidad de Chile · Chile | 1.ª           | 2011          | 4   | 0  | 5  | 1 | —  | — | 9   | 1  |
| Rangers · Chile | 1.ª           | 2012          | 10  | 0  | —  | — | —  | — | 10  | 0  |
| Rangers · Chile | Total club    | Total club    | 10  | 0  | 0  | 0 | 0  | 0 | 10  | 0  |
| Rangers "B" · Chile | 3.ª           | 2012          | 3   | 0  | —  | — | —  | — | 3   | 0  |
| Rangers "B" · Chile | Total club    | Total club    | 3   | 0  | 0  | 0 | 0  | 0 | 3   | 0  |
| Barnechea · Chile | 2.ª           | 2012          | 11  | 4  | 4  | 1 | —  | — | 15  | 5  |
| Universidad de Chile · Chile | 1.ª           | 2013          | 11  | 2  | 1  | 0 | 5  | 0 | 17  | 2  |
| Universidad de Chile · Chile | 1.ª           | 2013-14       | 2   | 0  | 1  | 0 | —  | — | 3   | 0  |
| Deportes Iquique · Chile | 1.ª           | 2013-14       | 15  | 0  | 2  | 0 | —  | — | 17  | 0  |
| Deportes Iquique · Chile | Total club    | Total club    | 15  | 0  | 2  | 0 | 0  | 0 | 17  | 0  |
| Barnechea · Chile | 1.ª           | 2014-15       | 9   | 4  | —  | — | —  | — | 9   | 4  |
| Barnechea · Chile | Total club    | Total club    | 20  | 8  | 4  | 1 | 0  | 0 | 24  | 9  |
| Alcoyano · España | 3.ª           | 2014-15       | 5   | 0  | —  | — | —  | — | 5   | 0  |
| Alcoyano · España | Total club    | Total club    | 5   | 0  | 0  | 0 | 0  | 0 | 5   | 0  |
| Palestino · Chile | 1.ª           | 2015-16       | 34  | 5  | 2  | 0 | —  | — | 36  | 5  |
| Palestino · Chile | Total club    | Total club    | 34  | 5  | 2  | 0 | 0  | 0 | 36  | 5  |
| Universidad de Chile · Chile | 1.ª           | 2016-17       | 10  | 0  | 1  | 0 | —  | — | 11  | 0  |
| Universidad de Chile · Chile | Total club    | Total club    | 27  | 2  | 8  | 1 | 5  | 0 | 40  | 3  |
| Necaxa · México | 1.ª           | 2016-17       | 10  | 1  | 4  | 1 | —  | — | 14  | 2  |
| Necaxa · México | Total club    | Total club    | 10  | 1  | 4  | 1 | 0  | 0 | 14  | 2  |
| Colo-Colo · Chile | 1.ª           | 2017          | 7   | 0  | 4  | 1 | —  | — | 11  | 1  |
| Colo-Colo · Chile | 1.ª           | 2018          | 6   | 0  | 2  | 0 | 2  | 0 | 10  | 0  |
| Colo-Colo · Chile | Total club    | Total club    | 13  | 0  | 6  | 1 | 2  | 0 | 21  | 1  |
| Univ. Concepción · Chile | 1.ª           | 2019          | 16  | 0  | 2  | 0 | 5  | 0 | 23  | 0  |
| Univ. Concepción · Chile | Total club    | Total club    | 16  | 0  | 2  | 0 | 5  | 0 | 23  | 0  |
| Total carrera | Total carrera | Total carrera | 153 | 16 | 28 | 4 | 12 | 0 | 193 | 20 |
| (1) Incluye datos de Copa Chile, Supercopa de Chile y Copa México. (2) Incluye datos de Copa Libertadores. (3) No incluye goles en partidos amistosos. |               |               |     |    |    |   |    |   |     |    |

## Palmarés
Referencia:

### Campeonatos nacionales
| Título             | Club                 | País      | Año     |
| ------------------ | -------------------- | --------- | ------- |
| Primera División   | Universidad de Chile | Chile     | 2011-A  |
| Primera División   | Universidad de Chile | Chile     | 2011-C  |
| Copa Chile         | Universidad de Chile | Chile     | 2012-13 |
| Copa Chile         | Deportes Iquique     | Chile     | 2013-14 |
| Primera División   | Universidad de Chile | Chile     | 2014-A  |
| Supercopa de Chile | Colo-Colo            | Chile     | 2017    |
| Primera División   | Colo-Colo            | Chile     | 2017-T  |
| Supercopa de Chile | Colo-Colo            | Chile     | 2018    |
| Copa Primera       | Real Estelí          | Nicaragua | 2023    |

### Copas internacionales
| Título            | Club                 | País  | Año  |
| ----------------- | -------------------- | ----- | ---- |
| Copa Sudamericana | Universidad de Chile | Chile | 2011 |